# インゲ・ベルク
インゲ・ベルク（Inge Berg）は旧西ドイツの柔道選手。階級は61kg級。

## 人物
西ドイツの選手として、1977年のヨーロッパ選手権61kg級で優勝した。1978年にもヨーロッパ選手権で優勝を飾った。1980年にニューヨークで初開催となった女子の世界選手権61kg級に出場すると、銅メダルを獲得した。1981年のヨーロッパ選手権では3位だった。

## 主な戦績
- 1975年 - ドイツ国際　優勝
- 1976年 - ドイツ国際　2位
- 1977年 - ヨーロッパ選手権　優勝
- 1977年 - イギリス国際　優勝
- 1978年 - オランダ国際　優勝
- 1978年 - イギリス国際　優勝
- 1978年 - ヨーロッパ選手権　優勝
- 1979年 - ドイツ国際　優勝
- 1979年 - ヨーロッパ選手権　3位
- 1980年 - オランダ国際　優勝
- 1980年 - イギリス国際　優勝
- 1980年 - 世界選手権　3位
- 1981年 - ヨーロッパ選手権　3位